# 俄羅斯國家原子能公司
俄羅斯國家原子能公司是一家俄罗斯国有公司，总部位于莫斯科。

## 历史
成立于2007年。专门研究核能。该公司由360多家企业组成，其中包括科研组织、核武器工厂和全球唯一的核破冰船队。俄羅斯國家原子能公司是世界核能行业的领导者之一，为俄罗斯最大的发电公司，2019年发电量为208.8TWh，占该国总发电量的19.7％。该公司在海外核电站新建设项目最大投资组合中排名第一，包含十二个国家处于不同建设阶段的36座核电站。

## 机构设置

### 核武器综合体
- 位于下诺夫哥罗德州萨罗夫市的全俄实验物理科学研究所(VNIIEF)
- 位于车里雅宾斯克州斯涅任斯克的以扎巴巴欣命名的全俄技术物理科学研究所(VNIITF)
- 位于莫斯科的杜霍夫全苏自动化研究所(VNIIA)
- 位于斯维尔德洛夫斯克州列斯诺伊的电化学仪器联合企业(EHP)
- 位于车里雅宾斯克州特廖赫戈尔内市的仪器制造厂(PSZ)，生产核弹药
- 位于圣彼得堡的电物理设备科学研究所(NIIEFA) （НИИ электрофизической аппаратуры им. Д. В. Ефремова）
- 位于莫斯科的荣获列宁勋章的以多列扎利命名的动力工程科研设计院(NIKIET)
- 位于车里雅宾斯克州奥焦尔斯克市的马雅克生产联合体(Mayak)

2017年1月，为提升核武器综合体能力应用有效性，俄联邦总统签署法令，合并一系列企业，完善核武器综合体结构：将“玄武岩”企业(萨拉托夫州拉斯科沃)合并给马雅克生产联合体，谢达科夫测量系统科学研究所并入全俄实验物理科学研究所，全俄电工技术研究所并入全俄技术物理科学研究所。

### 核能工业综合体

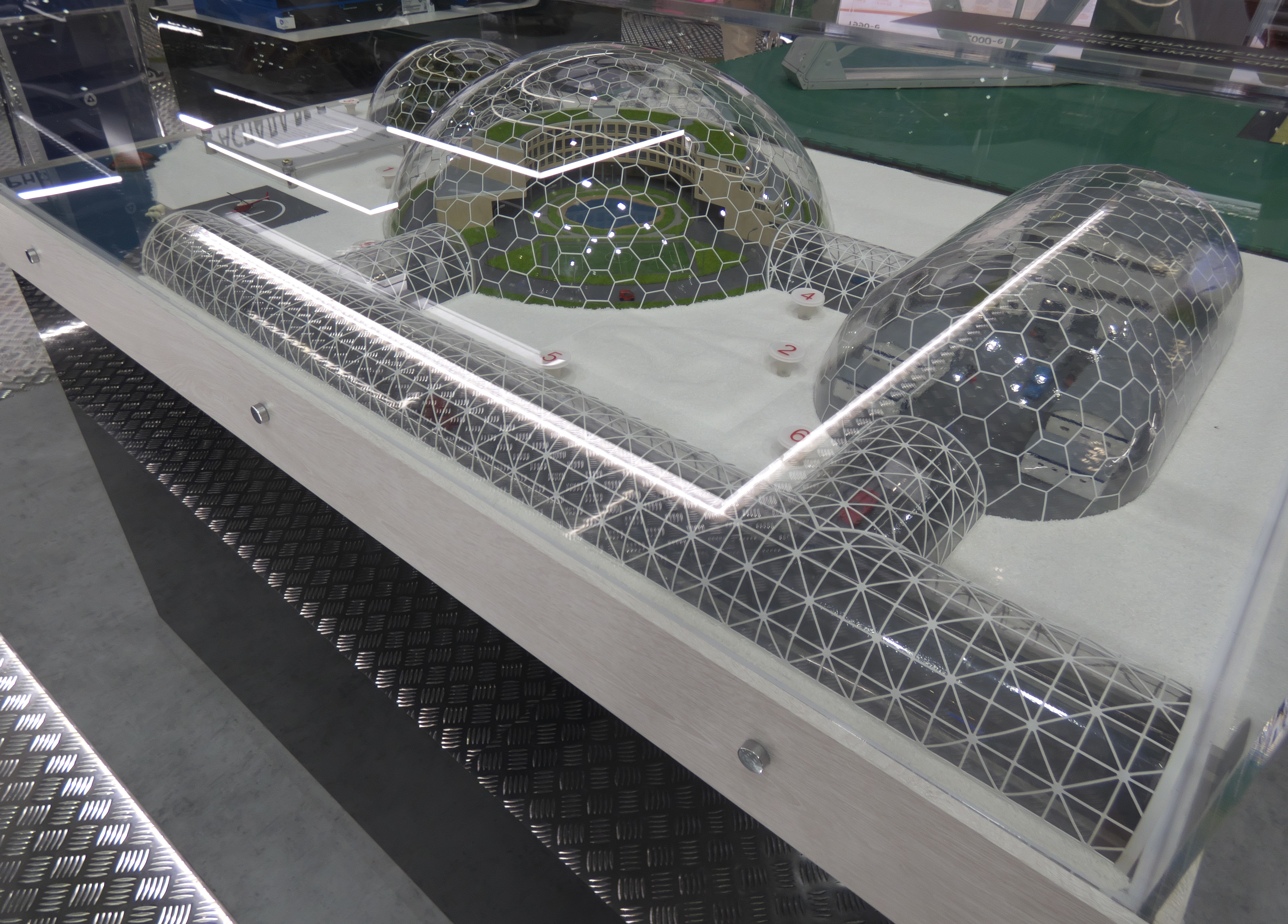
Rosatom在"Armija2022"展览期间的北极气候综合体

2007年4月27日俄罗斯联邦总统令第556号《关于俄罗斯联邦核能工业综合体的重组》。核能工业综合体(Atomic Energy Industrial Complex，简称Atomenergoprom)